# Lawrence Zalcman
Lawrence Allen Zalcman (Kansas City (Missouri), 9 de junho de 1943) é um matemático estadunidense.

## Obras
- com Peter Lax Complex proofs of real theorems, American Mathematical Society 2012
- Analytic capacity and rational approximation, Springer Verlag 1968